# أنبوب بيتو

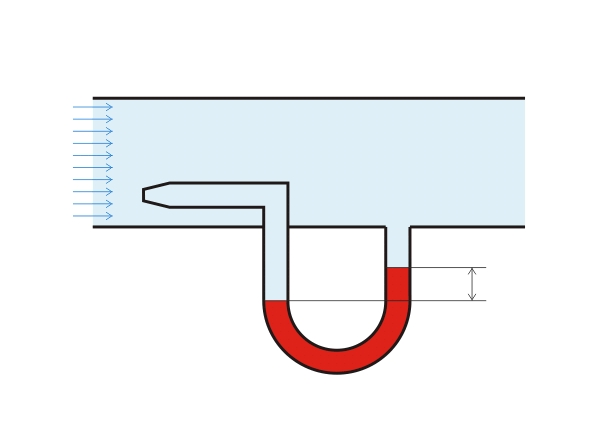
شكل مبسط لفكرة أنبوب بيتو.

أنبوب بيتو (بالإنجليزية: Pitot tube)‏ هي أداة تستخدم لقياس سرعة سريان الموائع عن طريق قياس فرق الضغط. ابتكرها المهندس الفرنسي هنري بيتو في القرن الثامن عشر وطورها لصورتها الحالية الفرنسي هنري دارسي في القرن التاسع عشر. وهي تستخدم بصورة كبيرة في قياس سرعات الهواء والغازات في المختبرات وخاصة على الطائرات كما في التطبيقات الصناعية المختلفة.
تتكون أنبوب بيتو في الأساس من أنبوب ذو فتحة مقابلة لسريان المائع التي تسمح بقياس الضغط الكلي، وفتحة ثانية معامدة له التي تسمح بقياس الضغط الساكن.
وحيث أن: من معادلة برنولي.
ضغط الركود(أو مجموع الضغط الكلي) {\displaystyle P_{stagnation}} = (الضغط الحركي) {\displaystyle P_{dynamic}} + (الضغط الساكن) {\displaystyle P_{static}}
أو
{\displaystyle P_{stagnation}={\frac {1}{2}}\rho v^{2}+P_{static}}
| حيث: |                                |                                                                                         |
|      | {\displaystyle P_{stagnation}} | هو ضغط الركود أو مجموع الضغط الكلي بالباسكال.                                           |
|      | {\displaystyle \rho }          | هي كثافة الموائع وتقاس ب كجم \ م3.                                                      |
|      | {\displaystyle v}              | هي سرعة الموائع بالنسبة لنقطة الركود قبل تأثره بالجسم الذي يسبب الركود وتقاس ب م . ث−1. |
|      | {\displaystyle P_{static}}     | هو ضغط الموائع الساكن بعيدا عن أي تأثير الموائع المتحركة ويقاس بالباسكال.               |

إذن يمكننا الحصول على قيمة السرعة حيث:
{\displaystyle V={\sqrt {\frac {2*(p_{t}-p_{s})}{\rho }}}}